# 泰山路街道 (义马市)
泰山路街道，是中华人民共和国河南省三門峽市义马市下辖的一个乡镇级行政单位。

## 行政区划
泰山路街道下辖以下地区：
狂口社区和滨河路社区。